# Auguste-Guillaume Taupier
Pour les articles homonymes, voir Taupier (homonymie).
Auguste-Guillaume Taupier est un calligraphe français, né en 1798 à Bordeaux et mort le 25 décembre 1873 dans le 2e arrondissement de Paris.

## Biographie
Il est né le 16 décembre 1798 à Bordeaux, fils de Jacques Taupier et de Jeanne Bonneau. 
Il s'engage dans la Marine comme mousse de 1811 à 1812 puis de 1813 à 1814, puis est volontaire dans les Volontaires royaux en 1815, soldat dans la Légion départementale de la Gironde en août 1816, puis caporal (janvier 1817), soldat (février 1818), caporal fourrier (juin 1819), sergent (mars 1820), sergent-major (décembre 1823), sous-lieutenant au 1e régiment d'infanterie de ligne (décembre 1827). Lors de l'Expédition d'Espagne de 1823, il reçoit une balle à l'épaule gauche ; il est réformé à sa demande en juin 1829 pour infirmités. Lors des Trois Glorieuses, il est remarqué pour son courage au sein de la Garde nationale. Il reçoit la Légion d'honneur.
Pour la calligraphie, Taupier est un élève de Baron. Juste avant d'être réformé il commence à enseigner l'écriture à Bordeaux. Il fait breveter en 1830 son Système français, une méthode de calligraphie honorée d'une médaille par la Société philomatique de Bordeaux. Il l'essaye tout d'abord avec les élèves instituteurs de l'École normale de Versailles, puis avec des enfants plus jeunes et des militaires plus ou moins illettrés, vers 1832-1833. Cette année sa méthode reçoit l'assentiment du ministère de l'Instruction publique ; elle se répand graduellement dans l'enseignement à partir de 1835-1836, dans l'enseignement primaire comme dans des écoles professionnelles ou les maisons d'éducation. Il reçoit le 30 janvier 1837 la médaille d'argent de l'Athénée des Arts. Ses méthodes sont primées aux expositions de 1834, 1837 et 1867.
Taupier est le maître d'écriture du duc de Chartres, des enfants du ministre de l'Instruction publique Hippolyte Fortoul et de familles notables. Il reçoit de l'Impératrice de Russie (Marie de Hesse-Darmstadt), qui a fait employer sa méthode sur ses enfants, un encrier en malachite et bronze doré de 40 kg...
Le 8 décembre 1863, un arrêté du Conseil impérial de l'Instruction publique signé par le ministre Victor Duruy décide d'adopter partout la Calligraphie Taupier, art d'apprendre à écrire avec ou sans maître (1861). Elle est également prescrite pour toutes les écoles normales. Taupier est nommé officier d'Académie en octobre 1868 ; cette année il sollicite la croix de Chevalier de la Légion d'honneur.
Connu pour la qualité de ses méthodes (voir plus bas), Taupier est aussi célèbre pour avoir amassé une prestigieuse collection calligraphique qui fut dispersée après sa mort. Il avait réussi à y intégrer une part des collections formées par les calligraphes François Nicolas Bédigis, Bertrand, son maître Baron et Jean-Pierre Poujade.
En 1897, Advielle écrivait :
Ces hommes modestes [les calligraphes] n'ont pas eu de biographes, et après eux, leurs écrits, leurs modèles, n'ont pas toujours été conservés. Il a fallu qu'un maître d'écriture de notre temps, M. Guillaume Taupier, se passionnât pour les œuvres calligraphiques de ses devanciers, pour qu'enfin on vît, pour la première fois, ces œuvres, qu'il avait souvent payées très cher, réunies en une collection restée unique; mais à sa mort cette collection, péniblement amassée, fut de nouveau dispersée et sans le zèle des conservateurs de la bibliothèque de la ville de Paris, qui en ont recueilli un certain nombre, on serait dans l'impossibilité de parler…
Outre la Bibliothèque Historique de la Ville de Paris, la Bibliothèque nationale a acquis quelques volumes dans cette vente.

## Œuvres

### Méthodes

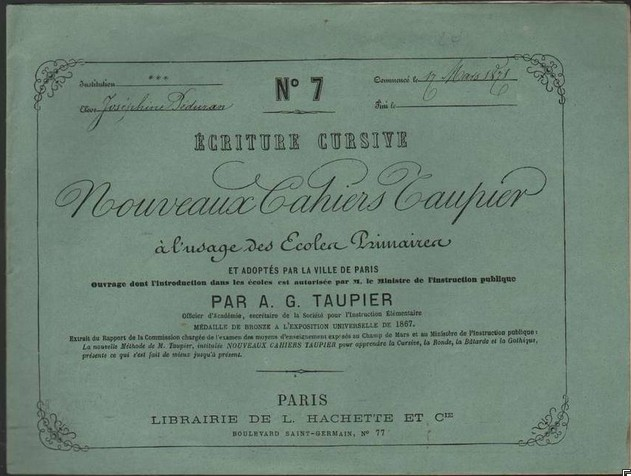
Page de titre d'un des Nouveaux cahiers Taupier à l'usage des écoles primaires (Paris : Hachette, s.d.).

Entre 1831 et 1872, Taupier édite une vingtaine de méthodes d’écriture à usage essentiellement scolaire (Modèles d’écriture, Cours d’écriture, Méthode Taupier, Cahiers Taupier...). Ces méthodes étaient adaptées à l'usage de plumes métalliques désormais disponibles et furent prescrites dans l'enseignement primaire. Certaines contiennent des instructions pour le maître, ainsi que des explications historiques. Ces ouvrages furent souvent récompensés.

### Exemples manuscrits
- Le recueil d'Avignon[4] contient un exemple manuscrit daté 1849.